# Weihnachten in der Schustergasse
Weihnachten in der Schustergasse (Originaltitel Den første julen i Skomakergata, internationaler englischer Titel Christmas on Cobbler Street) ist ein norwegischer Spielfilm aus dem Jahr 2023 mit Kaya Ekerholt McCurley und Kåre Conradi, der unter der Regie von Mikal Hovland entstand. Das Drehbuch von Maren Skolem basiert auf der gleichnamigen Geschichte des norwegischen Autors Bjørn Rønningen.

## Handlung
Die zehnjährige Stine Berg ist im Dezember 1945, wenige Tage vor dem ersten Weihnachtsfest nach Ende des Zweiten Weltkrieges, aus einem Internat für Mädchen weggelaufen. Nach einer Zugfahrt, bei der sie den Fahrkartenkontrolleuren entkommt, landet sie in einem kleinen Dorf, wo ihr der Dorfpolizist auf den Fersen ist. Unterschlupf findet sie bei Schuster Andersen in der Schustergasse, der darüber allerdings zunächst nicht glücklich ist. 
Einkäufe bringt ihm normalerweise der Postbote, Schuhe werden durch die Klappe gereicht und er selbst ist schon lange nicht mehr vor die Tür getreten. Nachdem der Briefträger wegen eines Beinbruchs für einige Zeit ausfällt, übernimmt Stine für den Schuster die Besorgungen. Andersen lässt sich daher darauf ein, dass Stine bleiben darf, während in der Stadt die Suche nach Stine, die den Tarnnamen Anna verwendet, weitergeht. 
Unter anderem versucht Sängerin Tilla Hjul, Stine zu enttarnen, um ihren eigenen Namen wieder in die Schlagzeilen zu bringen. Außerdem sind zwei Journalisten an ihrer Geschichte interessiert. Dem Schuster erzählt Stine, dass sie ihr Vater bald abholt. Später findet Andersen einen Brief, aus dem er erfährt, dass Stines Vater im Krieg gefallen ist. 
Als Stines Tarnung auffliegt und sie ins Internat zurückgeschickt werden soll, klettert sie auf den im Krieg beschädigten Kirchturm. Andersen verlässt nach langer Zeit sein Haus, um ihr auf den Turm nachzuklettern. Nachdem der Kirchturm droht einzustürzen, können sich die beiden durch den Sprung in ein Sprungtuch, das von der Dorfgemeinschaft aufgespannt wird, retten.
Die Zugfahrt ins Internat wird von Andersen, Stines Freund Jørgen sowie dessen Eltern gestoppt. Diese bieten ihr an, dauerhaft bei ihnen zu wohnen. Stine kehrt ins Dorf zurück, gemeinsam wird Weihnachten gefeiert. Andersen schreibt seiner Tochter Jenny einen Brief, zu der er schon länger keinen Kontakt mehr hatte.

## Besetzung und Synchronisation
Die deutschsprachige Synchronisation übernahm die Think Global Media. Dialogregie führte Gundi Eberhard, der das Dialogbuch schrieb Daniel Johannes.
| Rolle                    | Darsteller             | Synchronsprecher  |
| ------------------------ | ---------------------- | ----------------- |
| Alma                     | Rebekka Nystabakk      | Antje von der Ahe |
| Bäcker Snipp             | Jan Sælid              | Marco Kröger      |
| Bahnhofsvorsteher Flagge | Olav Waastad           | Bernd Egger       |
| Balder                   | Oscar Wicken           | Fabian Oscar Wien |
| Blumenhändler Rosengren  | Kristoffer Olsen       | Christian Gaul    |
| Cornelius                | Nils Petter Mørland    | Matthias Klie     |
| Fr. Frantzen             | Lisa Tønne             | Katrin Zimmermann |
| Jens Petrus Andersen     | Kåre Conradi           | Lutz Mackensy     |
| Jørgen                   | Håkon Seip             | Mika Hinz         |
| Oline                    | Gro Ann Uthaug         | Harriet Kracht    |
| Polizeipräsident Klinke  | Mathias Luppichini     | Rainer Fritzsche  |
| Postbote                 | Martin Lepperød        | Roland Wolf       |
| Sabine                   | Iman Meskini           | Jamie Lee Blank   |
| Stine                    | Kaya Ekerholt McCurley | Rosa Blankenburg  |
| Tilla Hjul               | Lene Kongsvik Johansen | Anke Reitzenstein |

## Produktion und Hintergrund
Der Film wurde von Nordisk Film in Zusammenarbeit mit Filmbin produziert, Produzenten waren Andrea Christine Backström, Sigurd Mikal Karoliussen und Nicholas Sando. Unterstützt wurde die Produktion vom Norwegian Film Institute und Filminvest. In Deutschland übernahm Capelight Pictures den Verleih und in Österreich Polyfilm. Gedreht wurde im Winter 2022 in Maihaugen.
Die Kamera führte Torkel Riise Svenson, die Musik schrieb Gaute Storaas, die Montage verantwortete Margrete Vinnem und das Casting Hanna Kavli Lund. Das Szenenbild gestaltete Mirjam Veske und das Kostümbild Anne Isene. Der Film ist eine Auskoppelung aus der ab 1979 ausgestrahlten Weihnachtsserie Jul i Skomakergata.

## Veröffentlichung
In Norwegen kam der Film am 10. November 2023 in die Kinos, lag insgesamt sieben Wochen an der Spitze der Kinocharts und verzeichnete rund 400.000 Kinobesucher. Damit war die Produktion einer der erfolgreichsten norwegischen Filme der letzten Jahre.
Deutschland-Premiere war im Herbst 2024 am Internationalen Filmfestival Schlingel. Der deutsche und österreichische Kinostart erfolgte am 14. November 2024.

## Rezeption
Oliver Armknecht bewertete den Film auf film-rezensionen.de mit sieben von zehn Punkten. Der Film setzt dabei auf Versöhnung und eine märchenhafte Stimmung, die in einem starken Kontrast steht zu dem Schrecken und dem Leid des Kriegs, das noch immer Auswirkungen hat.
Filmdienst vergab 3,5 von 5 Sternen. Der liebevoll gestaltete, auf viele Details bedachte Kinderfilm erzähle ruhig und unaufdringlich von einem Weihnachtsfest, an dem die Menschen wieder ein fürsorgliches Miteinander entdecken und alte Narben langsam heilen.
Birgit Roschy (vier von fünf Sternen) meinte auf epd Film, dass der bunte Stil und die detailreiche Retro-Ausstattung ein wenig an Paddington erinnere. Jenseits des nostalgischen Augenschmauses aber gehe es um gewichtige Themen wie Tod, Familie und Zusammenhalt. Mit viel Drive und gelegentlich am Kitsch entlangschrammend inszeniert, sei dieser Weihnachtsfilm unerwartet ansprechend, für das Auge wie für das Herz.
Thomas Schultze schrieb auf the-spot-mediafilm.com, dass der üppig und liebevoll ausgestattete Film nicht nur in Look and Feel ein bisschen an Der Buchspazierer erinnere, noch frappierender sei die im Grunde identische Prämisse aus wortkargem Einzelgänger und kleinem Mädchen, das dessen Leben auf den Kopf stellt. Die Ansammlung skurril überzeichneter Charakterköpfe erinnere an Scorseses Hugo Cabret, ein weiter Referenzpunkt sei Astrid Lindgrens Pippi Langstrumpf, wo sich Kinder ohne Vater zurechtfinden müssen.
Die österreichische Programmzeitschrift TV-Media vergab drei von vier Punkten. Der Post-Kriegs-Heile-Welt-Kontext dürfte den Jüngsten zwar entgehen, aber die liebevoll gestaltete Hommage an das Kino vergangener Tage, die heimelige, bunte Gestaltung des Dorfes und die charmant-energetische Art von Jungschauspielerin Kaya Ekerholt McCurley unterhielten bestens.